# Phthiracarus comatus
Phthiracarus comatus är en kvalsterart som beskrevs av Wojciech Niedbała 1983. Phthiracarus comatus ingår i släktet Phthiracarus och familjen Phthiracaridae. Inga underarter finns listade i Catalogue of Life.